# 辻勲
辻 勲（つじ いさお、1923年7月15日 - 2003年9月13日）は、日本の料理人。西洋料理研究者、教育者、編集者。

## 経歴
1923年（大正12年）7月15日、大阪府大阪市に生まれる。1943年（昭和18年）に岐阜高等農業学校を卒業すると父親の辻徳光が経営していた日本割烹学校栄養食品科専任教授に就任。しかし同年陸軍に召集され、主計将校となる。第二次世界大戦後、1946年（昭和21年）日本割烹学校栄養食品科教授、科長に就任するとともに月刊『家庭と料理』の編集局長。1952年（昭和27年）学校の副校長となった年、スイス政府主催国際芸術料理コンクール（ホスペス展）でグランプリを獲得する。
1959年（昭和34年）日本調理師学校（現、辻学園調理・製菓専門学校）を創立して校長に就任。料理人の育成にあたった。1970年（昭和45年）全国料理学校協会理事長、のち会長を務めたほか全国調理師養成施設協会名誉会長、全国料理技術検定協会会長も務めた。

## 著作
- 『おふくろの味』『日本料理』『西洋料理』『中国料理』『フライパン料理』 (ひかりのくにファミリー・シリーズ) ひかりのくに 1960年
- 『オードブルとつきだし』『野菜のおかず』『魚のおかず』（家庭百科） ひかりのくに昭和出版 1960年
- 『家庭料理全書』 婦人画報社 1965年

## 叙勲・受章歴
- 1975年（昭和50年） - フランス政府よりパルム・アカデミック騎士勲章を受勲[2]。
- 1983年（昭和58年） - 藍綬褒章
- 1996年（平成8年） - 勲四等旭日小綬章
- 1999年（平成11年） - フランス農事功労章